# Japonská fotografická společnost (19. století)
Japonská fotografická společnost byla organizace fotografů se sídlem v Tokiu založená v roce 1889, která pokračovala až do posledních let devatenáctého století.

## Historie
Japonská fotografická společnost začala jako první japonská organizace pro amatérské fotografy, i když se později přidali i profesionálové. Z padesáti šesti zakládajících členů bylo dvacet čtyři cizinců. Mezi přední zakládající členy patřili Kazumasa Ogawa a William Kinnimond Burton, který působil jako tajemník. Japonská fotografická společnost organizovala různé fotografické aktivity: praktické fotografické semináře, výstavy, sbírala fotografie amatérů z celého Japonska, komentovala je a tak dále. Práce členů byly publikovány v časopise Šašin Šinpó. Společnost se pravděpodobně rozpadla někdy krátce po roce 1896 v důsledku bankrotu jejího hlavního sponzora, Seibeie Kadžima.
Pozdější organizace se stejným názvem není relativní.